# Ceratobaeus merous
Ceratobaeus merous är en stekelart som beskrevs av Mikhail Vasilievich Kozlov och Lê 1987. Ceratobaeus merous ingår i släktet Ceratobaeus och familjen Scelionidae. Inga underarter finns listade i Catalogue of Life.